# Искрино (Конаковский район)
Искрино — деревня в Конаковском районе Тверской области. Входит в состав Вахонинского сельского поселения.

## География
Деревня находится в юго-восточной части Тверской области, на расстоянии приблизительно 9 км (по прямой) к юго-западу от города Конаково, административного центра района.

### Часовой пояс
Деревня Искрино, как и вся Тверская область, находится в часовой зоне МСК (московское время). Смещение применяемого времени относительно UTC составляет +3:00.

## История
Впервые упоминается в 1723 году. В 1859 году в деревне Клинского уезда Московской губернии насчитывался 31 двор, проживало 167 человек. В начале 1930-х годов образован колхоз «Искра».

## Население
| 2010 |
| ---- |
| 52   |

### Национальный состав
Согласно результатам переписи 2002 года, в национальной структуре населения русские составляли 90 % из 63 чел.